# Clelia Laviosa
Clelia Laviosa (Roma, 30 agosto 1928 – Roma, 20 febbraio 1999) è stata un'archeologa ed etruscologa italiana.

## Biografia
Nacque a Roma nel 1928, dove ottenne la laurea. Nel 1953 diresse per conto di Luigi Bernabò Brea gli scavi presso Akrai, trovando i resti del tempio di Afrodite. Lasciò gli scavi per diventare allieva della Scuola archeologica italiana di Atene nel 1954 e ispettore presso la Soprintendenza alle antichità d'Etruria nel 1958. Dal 1959 alla metà degli anni settanta assunse la direzione degli scavi di Roselle, descrivendoli nelle relazioni annuali poi pubblicate in «Studi etruschi» (1959-1971).
Nel 1964 venne nominata membro ordinario dell'Istituto nazionale di studi etruschi ed italici e ottenne la libera docenza in archeologia e storia dell'arte greca e romana. Dal 1969 al 1973 fu assistente alla Scuola archeologica italiana di Atene per poi tornare in Italia in qualità di soprintendente alle antichità della Liguria e, successivamente, del Piemonte. Tra il 1975 e il 1979 fu membro del consiglio direttivo dell'Istituto di studi micenei ed egeo-anatolici. Collaborò con Doro Levi allo scavo di Festo e fu direttrice degli scavi di Iasos di Caria. Venne in seguito destinata alla Soprintendenza speciale presso il Museo nazionale preistorico etnografico Luigi Pigorini di Roma e, dal 1983 diventò ispettrice archeologa presso il Ministero per i beni culturali e ambientali. Nel 1992 ricevette l'incarico di coordinatrice del servizio tecnico per l'antropologia e la paleopatologia presso il Ministero per i beni culturali ed ambientali.
Le problematiche dell'area egea e il mondo etrusco sono i due filoni di studio e ricerca che dominano i suoi interessi e la sua attività professionale tra gli anni sessanta e gli anni settanta, e il suo nome resta legato principalmente alle campagne archeologiche di Roselle.

## Archivio
L'archivio Laviosa è custodito presso la Soprintendenza archeologia belle arti e paesaggio per la città metropolitana di Firenze e le province di Pistoia e Prato.  All'interno si trovano fotografie relative agli scavi di Roselle e Chiusi, insieme ad alcuni quaderni e taccuini di appunti; tra gli altri documenti, si segnalano quelli relativi al furto di reperti archeologici avvenuto nel 1971 al Museo archeologico nazionale di Chiusi.

## Pubblicazioni
- Luigi Bernabò Brea, Clelia Laviosa e Giovanni Pugliese Carratelli, Akrai di Luigi Bernabo Brea con la collaborazione di Giovanni Pugliese Carratelli e Clelia Laviosa, Catania, Industria grafica «La Cartotecnica» di Scicali & Molino, 1956.